# Odontomyia fiebrigi
Odontomyia fiebrigi är en tvåvingeart som först beskrevs av Lindner 1976.  Odontomyia fiebrigi ingår i släktet Odontomyia och familjen vapenflugor.
Artens utbredningsområde är Paraguay. Inga underarter finns listade i Catalogue of Life.